# Little Falls (City, New York)
Little Falls ist eine US-amerikanische Stadt (City) im Herkimer County des Bundesstaats New York. Das U.S. Census Bureau hat bei der Volkszählung 2020 eine Einwohnerzahl von 4605 ermittelt. Little Falls erhielt seinen Namen nach den dortigen Wasserfällen. Die Stadt befindet sich an der nordöstlichen Ecke der gleichnamigen Town und liegt östlich von Utica.

## Geografie
Little Falls liegt größtenteils am Nordufer des Mohawk River in der Nähe eines Wasserfalls, der kleiner war als ein anderer Wasserfall am Fluss in Cohoes, woraus sich der Name der Siedlung ableitet.
Die New York State Routes 5, 167, 169 und 170 laufen in Little Falls zusammen. Die NY 170 hat ihren südlichen Endpunkt in der Stadt, während die NY 169 ihren südlichen Endpunkt südlich der Stadt, in der Stadt Danube, hat.

## Geschichte
Little Falls wurde erstmals um 1723 von Europäern besiedelt, als deutschen Einwanderern aus der Pfalz unter dem Burnetsfield-Patent Land zugesprochen wurde. Es war damals die westlichste europäische Siedlung in der Kolonie New York. Die Notwendigkeit, die Wasserfälle zu umfahren, förderte einen Handelsplatz an der Stelle der zukünftigen Stadt. Es war die erste Siedlung der Stadt. Die Siedler wurden während des Franzosen- und Indianerkrieges angegriffen, bauten aber ihre Farmen wieder auf.
Die kleine Siedlung hier wurde im Juni 1782 von Irokesen-Indianern, meist Mohawk, und Tories zerstört. Das Dorf wurde erst 1790 wieder besiedelt und war zeitweise als „Rockton“ und „Rock City“ bekannt. Little Falls wurde 1811 als Dorf gegründet und 1827 wieder zu einer Stadt. Die Stadt Little Falls wurde 1895 gechartert.
Der Western Inland Canal (ein früher Versuch des Erie Canal) wurde 1792 gebaut und half der lokalen Wirtschaft. Der Erie Canal, der 1825 fertiggestellt wurde, führt durch die Stadt. Schleuse 17 des New York State Erie Canal ersetzte die drei Schleusen des ursprünglichen Erie Canal von 1825 und ist 40,5 Fuß (12,3 m) hoch.
Mit Milchviehbetrieben, die sich in der ganzen Stadt befinden, war Little Falls im dritten Viertel des 19. Jahrhunderts ein wichtiges Zentrum für die Herstellung von Käse. Die Produkte wurden zum Markt in New York City und anderen Großstädten verschifft. Im 20. Jahrhundert zog es Einwanderer aus Ost- und Südeuropa an, die in Fabriken für Textilien, Handschuhe und andere Produkte arbeiteten.
Im Jahr 1900 lebten 10.381 Menschen in Little Falls. Es hatte seinen Bevölkerungshöchststand im Jahr 1920 mit 13.029. Das zunehmende Wachstum größerer Städte und der Rückgang der Fertigung im Mohawk Valley in der Mitte des Jahrhunderts haben zu einem Rückgang der Bevölkerung geführt.

## Demografie
Nach der Volkszählung von 2010 leben in Little Falls 4946 Menschen. Die Bevölkerung teilt sich 2019 auf in 92,9 % nicht-hispanische Weiße, 0,9 % Afroamerikaner, 0,1 % amerikanische Ureinwohner, 0,3 % Asiaten und 0,3 % mit zwei oder mehr Ethnizitäten. Hispanics oder Latinos machten 4,5 % der Bevölkerung aus. Das mittlere Haushaltseinkommen lag 2017 bei 40.875 US-Dollar und die Armutsquote bei 29,1 %.

## Söhne und Töchter
- Linn Boyd Benton (1844–1932), Ingenieur, Erfinder und Schriftgestalter
- Justus D. Barnes (1862–1946), Schauspieler
- Dorothy Burney Richards (1894–1985), Naturschützerin
- Frederick J. Clarke (1915–2002), Generalleutnant der United States Army
- Mary Louise Day (1968–2017), verschwundene Frau